# Elektra (2005)
Elektra ist eine Comicverfilmung aus dem Jahr 2005. Der Film, ein Ableger von Daredevil (2003), lief am 10. März 2005 in den deutschen Kinos an; ihm war allerdings nur mäßiger Erfolg beschert.

## Handlung
Elektra Natchios arbeitet als Auftragskillerin. Wie aus mehreren Rückblenden hervorgeht, wurde sie vom blinden Sensei Stick auf wundersame Weise wiederbelebt (nachdem sie in Daredevil von Bullseye getötet wurde) und in dessen Akademie trainiert, bis sie von dort, weil sie ein kaltes Herz hat, fortgeschickt wird.
Für einen Auftrag begibt sie sich kurz vor Weihnachten in ein Haus auf eine Insel, um dort auf die Übermittlung der Zielperson durch ihren Auftraggeber zu warten. Dort erwischt sie Abby, die 13-jährige Tochter von Mark Miller, die mit ihrem Vater auf der Insel lebt, beim Einbruch in das gemietete Haus. Später lernt sie auch den Vater kennen, reagiert aber abweisend. Beim Weihnachtsessen kommen sich alle näher. Elektra jedoch verschwindet schnell, nachdem Abby zu Bett gegangen ist und sich ein romantischer Abend anbahnt.
Als sie den Auftrag erhält, Mark Miller und dessen Tochter umzubringen, sieht sie darin zuerst kein Problem, jedoch kommen in ihr Gefühle auf, und sie bricht den Auftrag ab. Als sie abreisen will, bemerkt sie zwei Männer, die wohl geschickt wurden, um die beiden doch noch zu töten. Sie kehrt um, und es gelingt ihr abends, sowohl die beiden zu retten als auch einen der beiden Killer zu töten. Der andere Killer wird von Elektra kampfunfähig gemacht. Doch bevor sie Informationen von diesem erhält, tötet er sich selbst, und die drei können fliehen.
Roshi, Oberhaupt der „Hand“ (einer nicht näher beschriebenen Organisation von Bösewichten), wird daraufhin von seinem Sohn Kirigi gedrängt, ihn selbst die Sache erledigen zu lassen (der Auftrag war vorher an einen anderen vergeben worden) und Abby (den „Schatz“) gefangen zu nehmen. Kirigi und seine vier Krieger, die alle übernatürliche Kräfte besitzen, nehmen die Jagd auf.
Elektra wendet sich an Stick, ihren alten Sensei, um Hilfe zu erhalten, und wird abermals mit ihrer Vergangenheit konfrontiert. Nachdem sie erst einmal keine Hilfe von Stick erhalten, flüchten Elektra, Mark und Abby, nachdem sie außerhalb des Gebäudes mit „Tattoo“, einem Krieger von Kirigis Truppe bzw. dessen Adler konfrontiert werden. Als Elektra zu Hause ankommt, sind ihr die Killer bereits auf den Fersen. McCabe, ihr Freund und Mitarbeiter, versucht, ihr etwas Zeit zu erkaufen, indem er mit einer Schrotflinte auf die Killer losgeht; er wird jedoch von Kirigi getötet, nachdem dieser sich die Informationen zu Elektras Flucht von ihm geholt hat.
Elektra flieht mit den beiden in den nahen Wald, wo „Tattoo“, der am ganzen Körper mit Tieren tätowiert ist, die aus ihm herausbrechen können, einen Wolf auf sie hetzt. Der erste Krieger tötet sich durch einen Trick Elektras selbst. Der zweite wird von Abbys Vater getötet, und es stellt sich heraus, dass Mark und Abby nicht so wehrlos sind, wie sie Elektra glauben machten, und dass Abby eine talentierte Kämpferin ist.
Typhoid (ein weiteres Mitglied von Kirigis Truppe), die über die Fähigkeit verfügt, Lebensenergie abzuziehen, küsst Elektra, was sie beinahe tötet. Gerade als alles verloren scheint, erscheint Stick mit einer Gruppe Kämpfer, um die drei zu retten. Abby wird von Stick in dessen Schule trainiert. Außerdem offenbart er Elektra, dass er sie weggeschickt hatte, um sie letztlich wieder auf den richtigen Weg zu führen. Elektra beschließt, sich Kirigi zu stellen und allein gegen ihn zu kämpfen.
Der anschließende Kampf soll in Elektras Elternhaus stattfinden, wo sie nach der Ausräumung eines Hinterhalts feststellt, dass es Kirigi war, der vor Jahren ihre Mutter tötete. Davon angestachelt findet im Haus der Kampf zwischen Elektra und Kirigi statt. Als Elektra unterliegt, tritt Abby in Erscheinung, und gemeinsam gelingt ihnen die Flucht aus dem Haus in ein Heckenlabyrinth im Garten.
Tattoo lässt hunderte Schlangen aus seinem Rücken brechen, die Elektra und Abby nachjagen. Elektra gelingt es, Tattoo zu finden und zu töten. Sie sucht nach Abby. Dabei trifft sie auf Kirigi, und es kommt nun zum Kampf, den Elektra nach der Erinnerung an ein traumatisches Kindheitserlebnis für sich entscheiden kann. Unmittelbar danach tötet sie zwar auch Typhoid, jedoch zu spät; Abby wurden von ihr alle Lebensenergien entzogen, und sie stirbt. Elektra trägt sie ins Haus und belebt sie auf dieselbe Weise wieder wie Stick einst sie.
Elektra verlässt Abby, um ihr zweites Leben wirklich zu leben, wobei sie den Wunsch äußert, Abby solle nicht so werden wie sie. In der Schlussszene spricht Elektra mit Sensei Stick und stellt fest, dass ihr zweites Leben anders sei als ihr erstes, worauf dieser ihr sagt, dass es manchmal sogar besser sei.

## Kritiken
„Triviales Spin-off eines Helden-Universums, in dem die Heldin im Zentrum der vorhersehbaren Handlung steht und in uninspirierten Kampfsequenzen wenig glaubhaft die Oberhand behält.“

„Eine schlampig gekleidete Garner kämpft im roten Outfit gegen Ninjas und verdrischt nebenbei noch kleine Mädchen. Spannung kommt im Film keine Sekunde auf, Terence Stamps Auftritt als Kung Fu-Meister ist einfach nur peinlich. Was für eine Verschwendung, wenn man für ein solches Abfallprodukt von Hollywood noch Geld ausgibt.“

## Auszeichnungen
Jennifer Garner und Natassia Malthe waren bei den MTV Movie Awards in der Kategorie Bester Kuss nominiert, Kirsten Prout beim Teen Choice Award in der Kategorie beste Schauspielerin im Bereich Action/Adventure/Thriller.

## Veröffentlichung
Die Free-TV-Premiere in Deutschland erfolgte am 3. Juni 2007 auf RTL. Insgesamt sahen den Film 3,18 Millionen Zuschauer bei 10,0 Prozent Marktanteil. In der werberelevanten Zielgruppe lag der Marktanteil bei 17,9 Prozent durch 2,34 Millionen Zuschauer.
Im Jahr 2010 erschien ein sogenannter Director’s Cut von Elektra in Deutschland auf Blu-ray. Dieser ist geringfügig anders geschnitten und ca. 3 Minuten länger als die Kinofassung.